# Blaesoxipha diloboderi
Blaesoxipha diloboderi är en tvåvingeart som beskrevs av Thomas Pape 1994. Blaesoxipha diloboderi ingår i släktet Blaesoxipha och familjen köttflugor. Inga underarter finns listade i Catalogue of Life.